# Eclética Química
Eclética Química (abrégé en Eclet. Quím.) est une revue scientifique trimestrielle à comité de lecture qui publie en libre accès depuis 1997 des articles concernant tous les domaines de la chimie.
Actuellement, le directeur de publication est Antonio Tallarico Adorno.